# Oyamia seminigra
Oyamia seminigra és una espècie d'insecte plecòpter pertanyent a la família dels pèrlids que es troba al Japó.
En el seu estadi immadur és aquàtic i viu a l'aigua dolça, mentre que com a adult és terrestre i volador.